# Росс П'юрітті
Росс П'юрітті (англ. Ross Puritty; 18 грудня 1966, Фінікс) — американський професійний боксер, який найбільше запам’ятався своєю шокуючою перемогою над Володимиром Кличком в 1998 році.

## Професіональна кар'єра
1989 року дебютував на професійному рингу і впродовж 1989—1994 років провів сімнадцять боїв, в яких здобув вісім перемог і зазнав вісім поразок, програвши зокрема Олександру Мірошниченко (Казахстан), Браяну Нільсену (Данія), Кірку Джонсону (Канада). Один бій П'юрітті проти колишнього чемпіона WBO у важкій вазі Томмі Моррісона завершився нічиєю. У 1995—1996 роках П'юрітті провів переможну серію з десяти боїв.
26 березня 1996 року програв одностайним рішенням Хасімові Рахману (США). В наступному бою програв одностайним рішенням Майклу Гранту (США). Здобувши після цього п'ять перемог поспіль, у тому числі технічним нокаутом над Хорхе Луїс Гонсалесом (Куба), програв наступні три боя проти Коррі Сандерса (ПАР), Ларрі Дональда (США) і Кріса Берда (США). Та після цих поразок спочатку переміг нокаутом до того непереможеного перспективного Марка Халстрома (Данія), а 5 грудня 1998 року у Києві переміг технічним нокаутом до того непереможного майбутнього чемпіона світу Володимира Кличка, завоювавши титул інтерконтинентального чемпіона WBA Inter-Continental у важкій вазі.
8 грудня 2001 року провів бій проти Віталія Кличка і зазнав поразки технічним нокаутом в одинадцятому раунді.